# (4298) Jorgenúnez
(4298) Jorgenúnez – planetoida z pasa głównego asteroid okrążająca Słońce w ciągu 5 lat i 117 dni w średniej odległości 3,05 j.a. Została odkryta 17 listopada 1941 roku w Observatorio Fabra w Barcelonie przez Isidre Pòlita. Nazwa planetoidy pochodzi od Jorge Núneza (ur. 1953), hiszpańskiego fizyka i astronoma. Przed nadaniem nazwy planetoida nosiła oznaczenie tymczasowe (4298) 1941 WA.